# Ga Thipphawan MRT

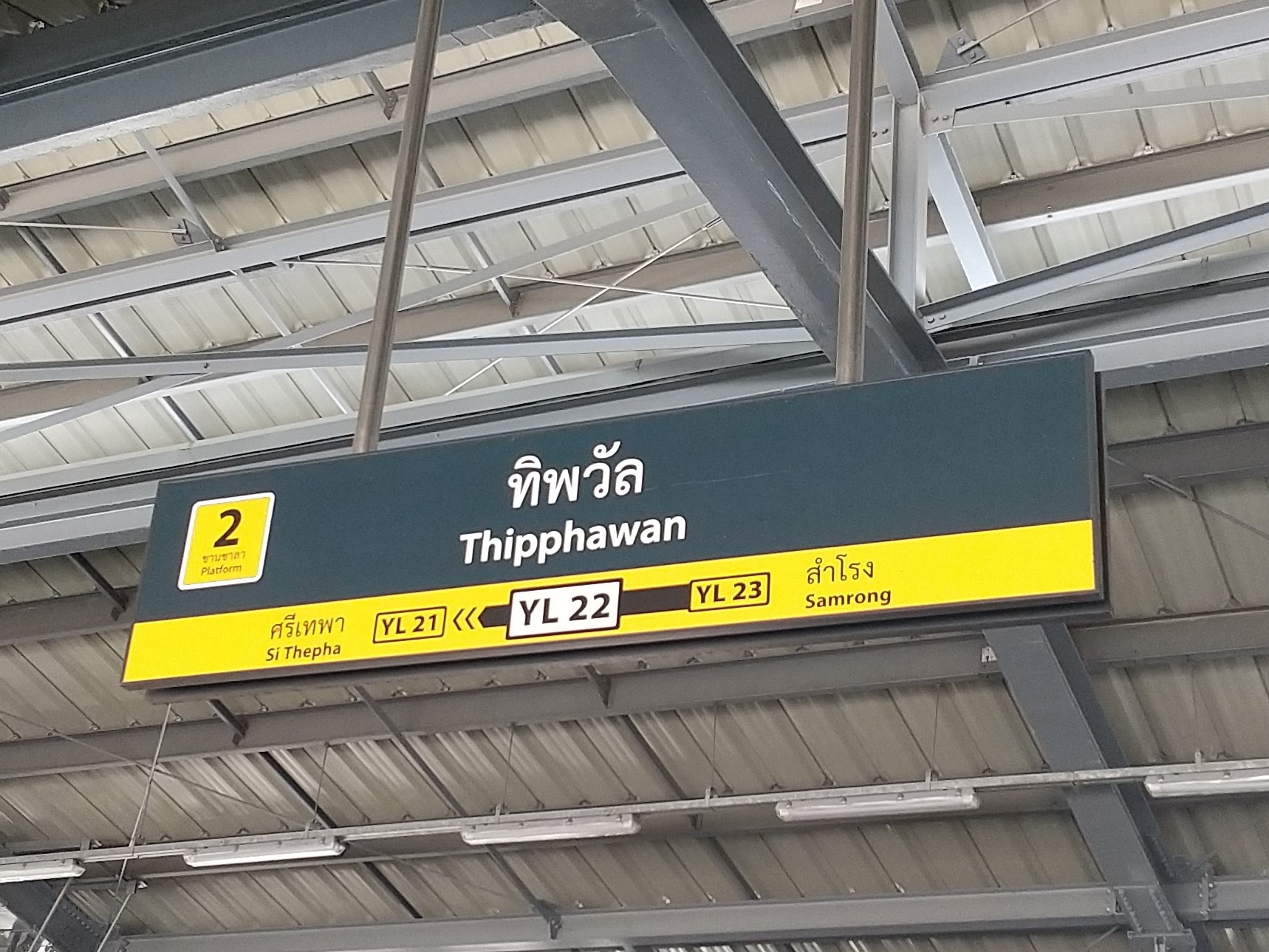
Bảng hiệu

Ga Thipphawan (tiếng Thái: สถานีทิพวัล, phát âm [sā.tʰǎː.nīː tʰíp.pʰā.wān]) là một Bangkok MRT trên Tuyến Vàng. Nhà ga nằm trên Đường Thepharak tại tỉnh Samut Prakan và nó được đặt tên theo Nhà cộng đồng Thipphawan nằm tại nút giao đó. Nhà ga gồm bốn lối vào. Nó được mở cửa ngày 3 tháng 6 năm 2023 như một phần chạy thử nghiệm giữa ga Samrong và Hua Mak.